# Жижемський Іван Іванович
Іван Іванович Жижемський — князь, воєвода. Виїхав з Великого князівства Литовського у перший чверті XVI в. на службу до Московського князя Василя III.
Рюрикович в XX коліні, походив з роду смоленських князів. Син князя Івана Дмитровича Смоленського та брат удільного литовського князя Михайла Івановича, який служив Олександру Ягеллонові конюшим і отримав маєтність Жижму у спадок. Вступив на службу московському князю також, як і його племінники, діти Івана. У Москві Іван Іванович і племінники записані були як князі Жижемські. У 1532 році стояв у Каширі третім воєводою.
Від нього походить рід князів Соломерецьких (це відгалуження родоводу згасло у 1641 р.).